# جولين كوليناس
جولين كوليناس (بالإسبانية: Julen Colinas)‏ (16 أبريل 1988 بسان سيباستيان في إسبانيا - ) هو لاعب كرة قدم إسباني في مركز الهجوم. لعب مع نادي ديبورتيفو طليطلة.

## روابط خارجية
- جولين كوليناس على موقع قاعدة بيانات كرة القدم.إي يو (الإنجليزية)
- جولين كوليناس على موقع Soccerway.com (الإنجليزية)
- جولين كوليناس على موقع AS.com (الإسبانية)